# John Edward Brownlee
 (janvier 2017).
Si vous disposez d'ouvrages ou d'articles de référence ou si vous connaissez des sites web de qualité traitant du thème abordé ici, merci de compléter l'article en donnant les références utiles à sa vérifiabilité et en les liant à la section « Notes et références ».
Pour les articles homonymes, voir Brownlee.
John Edward Brownlee (né le 27 août 1883 et décédé le 15 juillet 1961) est un avocat et homme politique canadien. Il est premier ministre de l'Alberta de 1925 à 1934.

## Biographie
Il doit démissionner en 1934 à la suite d'un scandale lié à une prétendue relation extra-conjugale. 